# Francesco Calzolari

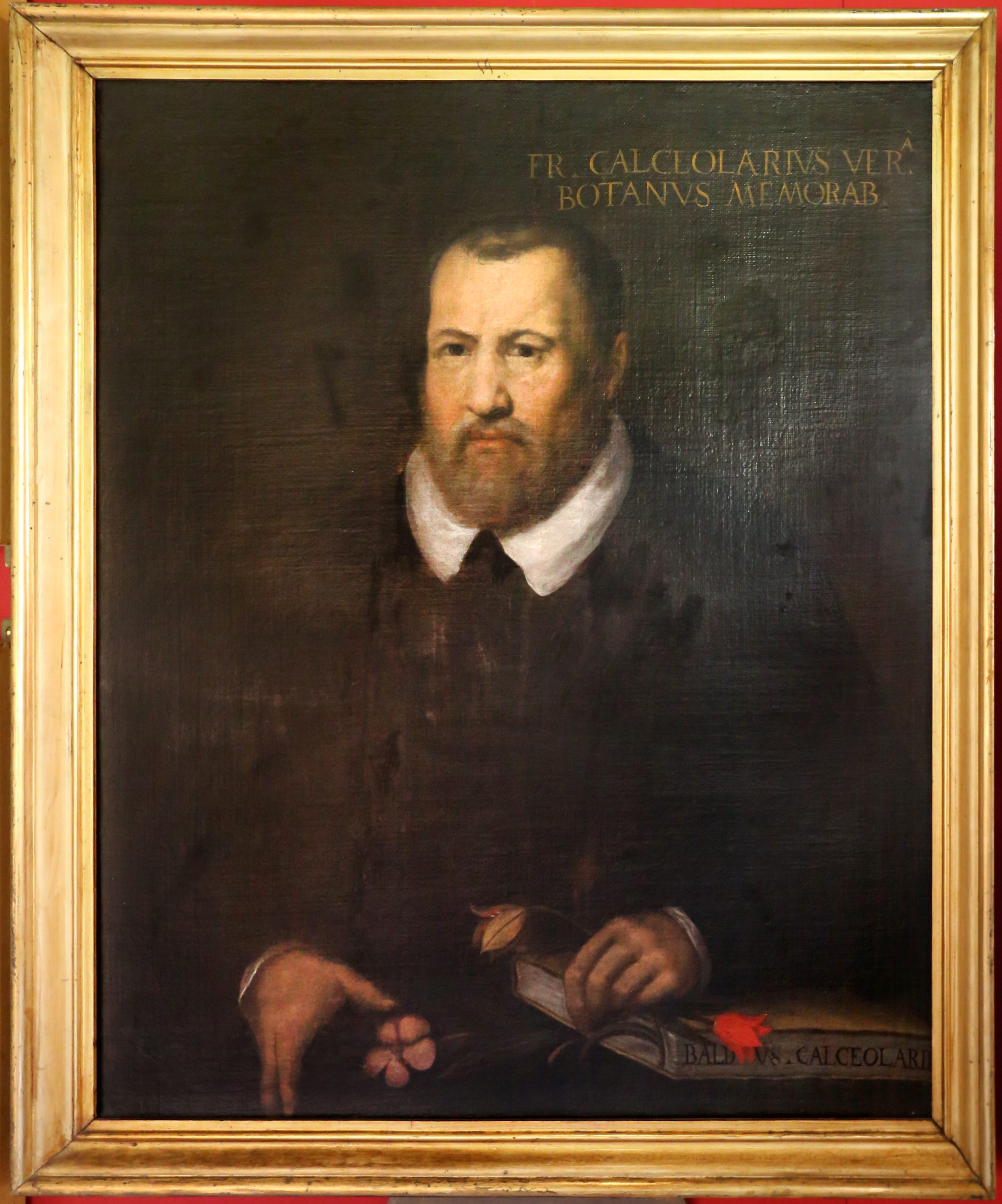
Francesco Calzolari nach einem Porträt aus dem 17. Jahrhundert

Francesco Calzolari (auch Francesco Calzolaris oder Francesco Calceolari, latinisiert Franciscus Calceolarius oder Calceolarus; * 10. Juli 1522 in Verona; † 5. März 1609 in Rivoli Veronese) war ein italienischer Apotheker und Botaniker. Sein botanisches Autorenkürzel ist „calzolari“.

## Leben
Francesco Calzolari stammte aus einer alteingesessenen Veroneser Familie, die sich bereits im 13. Jahrhundert unter Ezzelino da Romano einen Namen gemacht hatte. Sein Vater, Giacomo Calzolari, war Pflanzenkundler in einer stadtbekannten Apotheke an der zentralen Piazza delle Erbe in Verona, die er 1520 erworben hatte. Sein Vater nahm ihn beim Sammeln von Heilpflanzen mit, die er für seinen Beruf benötigte. Francescos kindliche Neugierde beschränkte sich aber nicht nur auf die Botanik, auch Mineralien, Fossilien und Insekten weckten sein Interesse, die er bei seinen Wanderungen mit seinem Vater sammelte. Die Apotheke seines Vaters wurde auch von Gelehrten aufgesucht, die dort ihre Meinungen und Erkenntnisse austauschten und die einen entscheidenden Einfluss auf den aufgeweckten, jungen Francesco Calzolari ausübten. Zu ihnen zählte der Arzt Girolamo Fracastoro, den Calzolari später als einen seiner Lehrmeister bezeichnete.
Calzolari trat in die Fußstapfen seines Vaters und widmete sich mit Hingabe seiner Arbeit in der Apotheke, deren Leitung er übernahm. 1549 besuchte er die Universität Padua. In Padua lernte er den Direktor des botanischen Gartens, Luigi Anguillara, kennen, von dem er weitere Erkenntnisse im Sammeln und Konservieren von Pflanzen erwarb. In der Stadt am Bacchiglione freundete er sich auch mit dem gleichaltrigen Naturalisten Ulisse Aldrovandi an. Eine Freundschaft, die über 40 Jahre lang andauern und ihn wesentlich beeinflussen sollte. Über Aldrovandi lernte er die bedeutendsten Gelehrten seiner Zeit kennen, darunter den Botaniker Luca Ghini und den Arzt Pietro Andrea Mattioli. Calzolari sollte sein ganzes Leben die Nähe zu anderen Gelehrten suchen, mit denen er Informationen und Erkenntnisse austauschte. Gerade dieser Wissensaustausch unter Gelehrten wurde in der Renaissance zur zukünftigen Basis für alle, die sich mit dem Studium der Natur beschäftigten. Auch wenn ihn seine Arbeit als Apotheker davon abhielt, viel zu verreisen, unterhielt er ganze Reihe von Briefkontakten, unter anderem mit dem Züricher Botaniker Conrad Gessner und dem Nürnberger Arzt und Botaniker Joachim Camerarius dem Jüngeren. Sein wissenschaftliches Interesse für Heilpflanzen war aber auch beruflich bedingt, da er sie für die Herstellung von Arzneien benötigte, die er in seiner Apotheke verkaufte. Besonders hilfreich erwiesen sich dabei die Ratschläge, die er von Mattioli für die Zubereitung von Arzneien erhielt.
Zu seinem beruflichen Erfolg und seiner Wertschätzung als Gelehrter trug auch die geographische Nähe zum Monte Baldo bei. Letzterer war wegen seiner Artenvielfalt ein begehrtes Ziel für viele Botaniker. Die anderen Gelehrten sahen in Calzolari geradezu den Wärter des Monte Baldo, der die Bergkette wie kein Zweiter kannte. Um den Monte Baldo noch näher zu sein, ließ sich Calzolari in Rivoli Veronese am südlichen Rand der Bergkette ein Landhaus errichten. Mit anderen Botanikern und Gelehrten, die ihn in Verona aufsuchten, unternahm Calzolari botanische Erkundungen auf dem Monte Baldo. So begleitete ihn beispielsweise Ghini mehrmals. Als besonders aufschlussreich für Calzolari erwiesen sie die Erkundungen, die er 1554 zusammen mit Anguillara, Aldrovandi sowie dem aus Belluno stammenden und späteren Professor an der Universität Padua, Andrea Alpago, unternahm. In der Folge entstand seine wohl bekannteste Schrift „Il viaggio di Monte Baldo“, die allerdings erst 1566 gedruckt wurde. In der Schrift, die mit zu seinem Ruhm beitrug, beschränkte er sich nicht auf botanische Beschreibungen, sondern beschrieb auch die Standorte und Fundstellen und wie man dorthin gelangte.
Als Ergebnis seiner Sammelleidenschaft entstand in drei Räumen oberhalb der Familienapotheke ein Privatmuseum. Es gilt als erstes und ältestes Naturkundemuseum der Welt und ist erstmals 1554 dokumentiert, als Aldrovandi das von ihm als Naturae Theatrum beschriebene Museum besuchte. Das Museum ging über die zeitgenössische Wunderkammer hinaus, auch wenn es exotische und skurrile Ausstellungsstücke, wie beispielsweise einen ausgestopften Riesenalk zeigte. Es machte ihn in ganz Europa bekannt und legte den Schwerpunkt auf Forschungszwecke, mit der die Arbeit des Apothekers unterstützt werden sollte. Dennoch haftete vor allem an den ausgestellten Tierpräparaten noch die Mythenwelt und der volkstümliche Aberglaube des Mittelalters, wie das ausgestellte Horn eines vermeintlichen Einhorns unterstreicht. Letzteres wurde für die Herstellung des im Mittelalter als Universalheilmittel angesehenen Theriak benötigt. Calzolari bereitete Theriak in einer von ihm abgeänderten Form mit nur sechs Heilkräutern zu, worauf er 1561 kurzzeitig des Betruges bezichtigt wurde.
In der Leitung des Museums wurde er von zwei seiner insgesamt fünf Kindern unterstützt. Vor allem sein zweitgeborener Sohn Angelo teilte seine Interessen und seine Leidenschaft als Naturalist. Letzterer verunglückte allerdings noch zu Lebzeiten seines Vaters auf der Suche nach Pflanzen auf dem Monte Baldo. Kurze Zeit später starb ein weiterer Sohn. Vom grauen Star gezeichnet, zog sich Francesco Calzolari in den 1580er Jahren nach Rivoli Veronese auf seinen Landsitz zurück. Dort starb er fast erblindet am 5. März  1609.
Sein gleichnamiger Enkel Francesco Calzolari führte die Apotheke und das Museum noch bis 1630 weiter, als die Familie Calzolari von der Pest dahin gerafft wurde. Nach dem Tod des Enkels wurde auch das Museum aufgelöst. Aus Teilen seiner Sammlungen entstand im 19. Jahrhundert das städtische Museum für Naturgeschichte in Verona.
Francesco Calzolari versuchte, über mittelalterliche Legenden hinauszugehen und die Dinge auf eine rationale, pragmatische und angewandte Weise zu betrachten. Damit stellt er den Übergang zwischen dem Eklektizismus des mittelalterlichen Pflanzenkundlers und der Rationalität des aufklärerischen Wissenschaftlers dar.

## Schriften
- Il viaggio di Monte Baldo.  Venedig 1566.